# Chaffois
Chaffois é uma comuna francesa na região administrativa de Borgonha-Franco-Condado, no departamento de Doubs. Estende-se por uma área de 16,25 km². Em 2010 a comuna tinha 1 046 habitantes (densidade: 64,4 hab./km²).